# Basket-ball aux Jeux méditerranéens
Cet article traite de l’épreuve à cinq. Pour la variante à trois, voir Basket-ball à trois aux Jeux méditerranéens.
Le basket-ball est un des sports pratiqués lors des Jeux méditerranéens depuis 1951 pour les hommes et 1987 pour les femmes. L’équipe masculine yougoslave et l’équipe féminine croate sont à ce jour les plus titrées.
Ce tournoi se déroulant la même année que les championnats d’Europe, les sélections européennes y participant sont celles qui n’ont pu se qualifier pour l’Eurobasket. Les grandes nations peuvent également profiter de ce tournoi pour y faire concourir leur équipe A’ ou B. Ce problème a conduit à l’annulation du tournoi féminin en 2013, faute d’équipes engagées. À compter de l’édition de 2018, le tournoi est joué en basket-ball à trois.

## Histoire
Le basket-ball a été au programme des premiers Jeux Méditerranéens, organisés à Alexandrie, en Égypte, en 1951. Le pays hôte a remporté la victoire. Au cours des premières décennies, la Yougoslavie dominait le tournoi de basket-ball. Le pays a remporté la compétition de basket-ball cinq fois en sept éditions. Ce n'est qu'en 1963 et 1979, lorsque les Jeux Méditerranéens ont eu lieu en Yougoslavie, que d'autres pays sont devenus champions.
Depuis 1987, les femmes concourent également pour des médailles en basket-ball. L'Albanie est devenue le surprenant premier gagnant. La Croatie est la championne du record chez les femmes avec deux victoires. En 2013, le basket-ball féminin n'était pas au programme pour la première fois depuis 1987, faute de pays souhaitant participer à la compétition.

## Palmarès

### Masculin
| Éd. | Année | Pays hôte  | Finale      | Finale | Finale      | Petite finale         | Petite finale | Petite finale         |
| Éd. | Année | Pays hôte  | Champion    | Score  | Deuxième    | Troisième             | Score         | Quatrième             |
| --- | ----- | ---------- | ----------- | ------ | ----------- | --------------------- | ------------- | --------------------- |
| 1re | 1951  | Alexandrie | Égypte      | -      | Espagne     | Italie                | -             | Grèce                 |
| 2e  | 1955  | Barcelone  | Espagne     | 101-89 | Italie      | Grèce                 | 69-51         | Égypte                |
| 3e  | 1959  | Beyrouth   | Yougoslavie | -      | Espagne     | République arabe unie | -             | Liban                 |
| 4e  | 1963  | Naples     | Italie      | -      | Espagne     | Yougoslavie           | -             | République arabe unie |
| 5e  | 1967  | Tunis      | Yougoslavie | 85-76  | Italie      | Turquie               | 87-84         | Grèce                 |
| 6e  | 1971  | İzmir      | Yougoslavie | -      | Turquie     | Grèce                 | -             | République arabe unie |
| 7e  | 1975  | Alger      | Yougoslavie | -      | France      | Italie                | -             | Espagne               |
| 8e  | 1979  | Split      | Grèce       | 85-74  | Yougoslavie | Égypte                | -             | Turquie               |
| 9e  | 1983  | Casablanca | Yougoslavie | -      | Italie      | Turquie               | 77-73         | Grèce                 |
| 10e | 1987  | Lattaquié  | Turquie     | -      | Espagne     | Grèce                 | -             | Tunisie               |
| 11e | 1991  | Athènes    | Italie      | 97-91  | Grèce       | France                | 63-59         | Turquie               |
| 12e | 1993  | Narbonne   | Italie      | -      | Croatie     | France                | 70-67         | Grèce                 |
| 13e | 1997  | Bari       | Espagne     | 82-72  | Italie      | Yougoslavie           | 84-75         | Grèce                 |
| 14e | 2001  | Tunis      | Espagne     | 72-61  | Grèce       | Italie                | 84-70         | Yougoslavie           |
| 15e | 2005  | Almería    | Italie      | 87-86  | Grèce       | Espagne               | 84-70         | Turquie               |
| 16e | 2009  | Pescara    | Croatie     | 72-60  | Grèce       | Turquie               | 88-71         | Italie                |
| 17e | 2013  | Mersin     | Turquie     | 79-62  | Serbie      | Tunisie               | 63-58         | Macédoine du Nord     |

### Féminin
| Éd. | Année | Pays hôte | Finale                                 | Finale                                 | Finale                                 | Petite finale                          | Petite finale                          | Petite finale                          |
| Éd. | Année | Pays hôte | Champion                               | Score                                  | Deuxième                               | Troisième                              | Score                                  | Quatrième                              |
| --- | ----- | --------- | -------------------------------------- | -------------------------------------- | -------------------------------------- | -------------------------------------- | -------------------------------------- | -------------------------------------- |
| 1re | 1987  | Lattaquié | Albanie                                | 88-52                                  | Turquie                                | Syrie                                  | -                                      | Liban                                  |
| 2e  | 1991  | Athènes   | Espagne                                | -                                      | France                                 | Grèce                                  | 66-61                                  | Italie                                 |
| 3e  | 1993  | Narbonne  | Bosnie-Herzégovine                     | -                                      | Italie                                 | Espagne                                | -                                      | Slovénie                               |
| 4e  | 1997  | Bari      | Croatie                                | 74-69                                  | Turquie                                | France                                 | 85-63                                  | Grèce                                  |
| 5e  | 2001  | Tunis     | Croatie                                | 71-62                                  | Italie                                 | Espagne                                | 72-71                                  | Turquie                                |
| 6e  | 2005  | Almería   | Turquie                                | 68-66                                  | Croatie                                | Espagne                                | 68-51                                  | Grèce                                  |
| 7e  | 2009  | Pescara   | Italie                                 | 70-54                                  | Serbie                                 | Croatie                                | 77-62                                  | Grèce                                  |
| 8e  | 2013  | Mersin    | Annulé (faute d’équipes participantes) | Annulé (faute d’équipes participantes) | Annulé (faute d’équipes participantes) | Annulé (faute d’équipes participantes) | Annulé (faute d’équipes participantes) | Annulé (faute d’équipes participantes) |

## Médailles par pays

### Tableau masculin
| Rang  | Nation      | Or | Argent | Bronze | Total |
| ----- | ----------- | -- | ------ | ------ | ----- |
| 1     | Yougoslavie | 5  | 1      | 1      | 7     |
| 2     | Italie      | 4  | 5      | 3      | 12    |
| 3     | Espagne     | 3  | 4      | 2      | 9     |
| 4     | Turquie     | 2  | 1      | 3      | 6     |
| 5     | France      | 2  | 1      | 2      | 5     |
| 6     | Grèce       | 1  | 4      | 3      | 8     |
| 7     | Croatie     | 1  | 1      | 0      | 2     |
| 8     | Égypte      | 1  | 0      | 2      | 3     |
| 9     | Serbie      | 0  | 2      | 1      | 3     |
| 10    | Tunisie     | 0  | 0      | 1      | 1     |
| 11    | Slovénie    | 0  | 0      | 1      | 1     |
| TOTAL | TOTAL       | 19 | 19     | 19     | 57    |

### Tableau féminin
| Rang  | Nation             | Or | Argent | Bronze | Total |
| ----- | ------------------ | -- | ------ | ------ | ----- |
| 1     | Espagne            | 2  | 1      | 3      | 6     |
| 2     | Croatie            | 2  | 1      | 1      | 4     |
| 3     | France             | 1  | 2      | 1      | 4     |
| 3     | Italie             | 1  | 2      | 1      | 4     |
| 5     | Turquie            | 1  | 2      | 0      | 3     |
| 6     | Bosnie-Herzégovine | 1  | 0      | 0      | 1     |
| 6     | Albanie            | 1  | 0      | 0      | 1     |
| 8     | Serbie             | 0  | 1      | 0      | 1     |
| 9     | Grèce              | 0  | 0      | 1      | 1     |
| 9     | Syrie              | 0  | 0      | 1      | 1     |
| 9     | Portugal           | 0  | 0      | 1      | 1     |
| TOTAL | TOTAL              | 9  | 9      | 9      | 27    |